# Кейтеле (озеро)
Кейтеле (фин. Keitele) — девятое по величине озеро в Финляндии, расположено в центре страны, примерно в 77 км к западу от города Куопио. Имея площадь 493,59 км², Кейтеле является девятым по площади в Финляндии. Озеро разделено на 3 района: Иля-, Кески- и Ала-Кейтеле, из которых самый крупный Кески-Кейтеле. Вода в озере отличается чистотой. Множество островов, общая площадь которых составляет 93 км². На берегах расположились города Ээнекоски и Виитасаари.
Средняя глубина 6 м, наибольшая — 64 м.
В 1993 году российскими компаниями был построен канал Кейтеле — Пяййянне, который связал озеро Пяййянне с озером Кейтеле, образовав судоходный путь протяжённостью 450 км, на котором построено пять шлюзов. Теплоход «Суомен Суви» осуществляет круизное сообщение по каналу.